# 心空禪師塔
29°05′50″N 115°34′44″E / 29.09722°N 115.57889°E
本條目為北宋曹洞宗心空禪師的祖師塔概述。禪師曾住持雲居山，圓寂於宋慶曆四年(1044)，葬於雲居山，當時建塔於趙州關內明月湖右側山坳中。

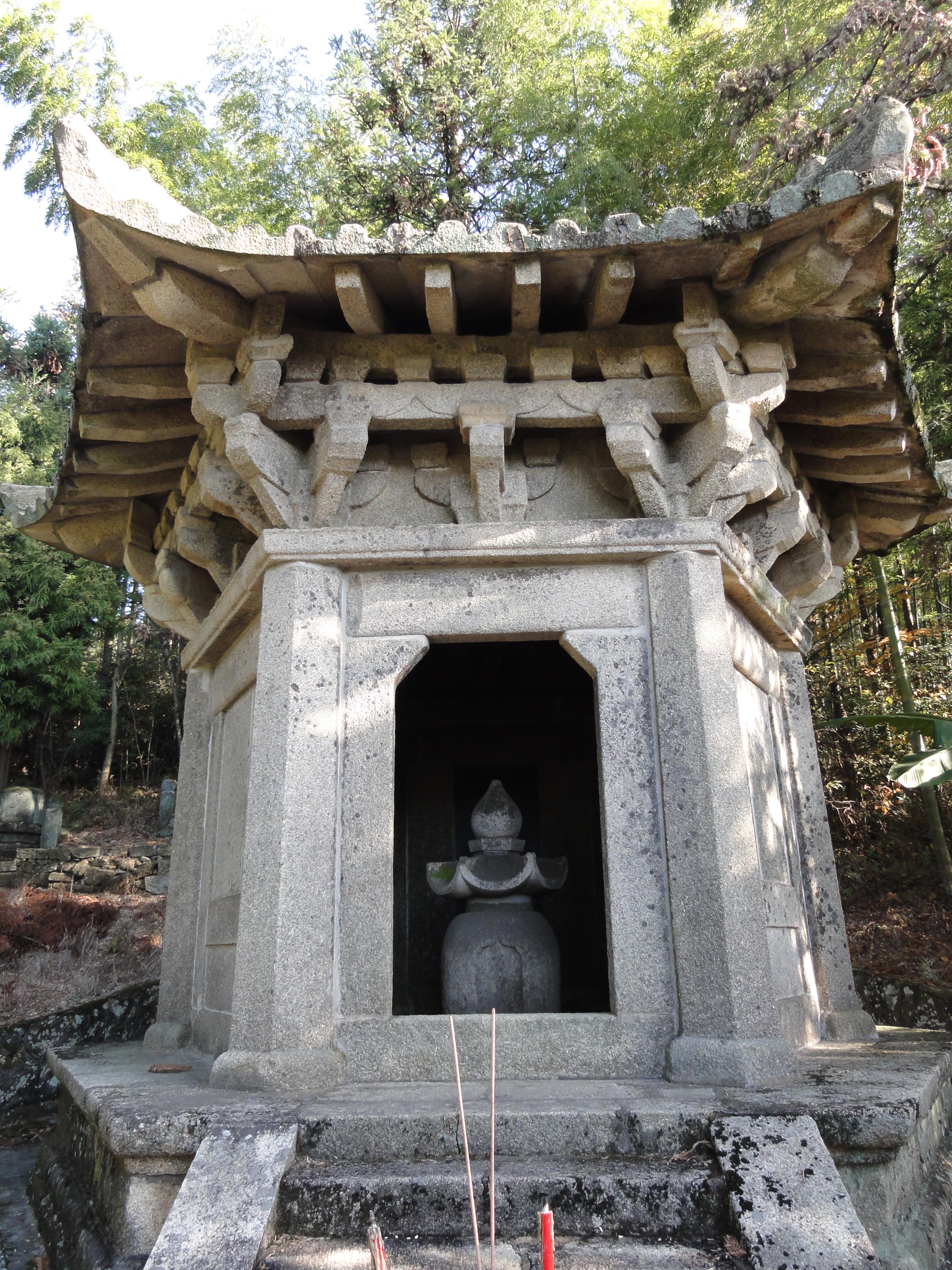
宋代高僧心空禪師塔(塔全景圖)，座落於雲居山真如寺常住外東北側，蘋果地之中。

## 座落位置
塔座落於雲居山真如禪寺常住外東北側，約350米處，蘋果地之中，居心印禪師塔東北側約50米。

## 塔座方位
- 座向：座北朝南
- 高度：685.5公尺
- 緯度：29.0972222
- 經度：115.578889

## 建造年代
- 始建年代：據《雲居山新志》載為｢宋慶曆年間始建」即1044年，但也可能於宋仁宗嘉祐四年1059年建。[2]
- 修復年代：文革中塔遭毀損，而於1986年由真如禪寺常住加以修葺恢復。[3]

## 碑石鐫字
1. 塔後方正中亭內牆上，嵌有青石碑，其上鐫有豎列楷書，正中為｢心空惠照禪師之塔」，右側為｢宋慶曆四年歲次己亥四月孟夏谷旦建 佛曆三千零十四年公元一九八七歲次丁卯五月吉日刊」，左側為｢住持一誠都監達定兩序大眾檀那施主重修」及｢三寶弟子寬茂居士刻」。

## 建造藝術
- 建石結構：花崗岩
- 雕刻藝術：詳見《雲居山新志》，第三章全山塔墓，頁28-29。

## 引用資料
1. 1 2  〈心空禪師塔〉，頁18，第一編總論，第三章全身塔墓，《雲居山新志》。
2. ↑  依據碑石鐫字｢宋慶曆四年歲次己亥四月孟夏穀旦建」，宋慶曆四年與歲次己亥應為北宋仁宗年間的兩個不同年代，宋慶曆四年為公元1044年，歲次己亥為嘉祐四年即公元1059年。｢孟夏」即指夏季的第一個月，即四月；｢穀旦」，即吉日也。
3. ↑  〈心印禪師塔〉，頁17-18，第一編總論，第三章全身塔墓，《雲居山新志》。

## 外部連結
1. 地名規範資料庫：https://web.archive.org/web/20120618031039/http://dev.ddbc.edu.tw/authority/place/index.php 〈心空惠照禪師塔〉，ID No ：CN0360425T02AG
2. 雲居山塔院巡禮：https://web.archive.org/web/20150128112821/http://dev.ddbc.edu.tw/yunjushan/ 2011.3.29